# دهستان لوگانوسه (۲۰۱۳)
پریش لوگانوسه (به لاتین: Lüganuse Parish) یک دهستان در استونی بود که در شهرستان ایدا-ویرو واقع شده‌بود.

## خصوصیات
دهستان لوگانوسه ۱۰۵ کیلومترمربع مساحت و ۱٬۳۹۶ نفر جمعیت دارد.